# Bungemästaren

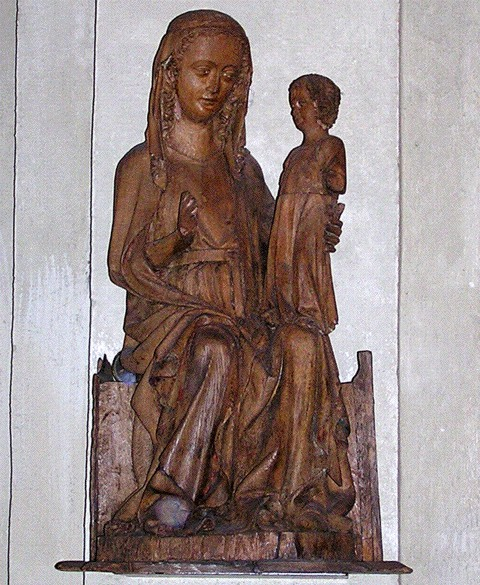
Överselömadonnan i Överselö kyrka i Södermanland.

Bungemästaren är en träskulptör, verksam på Gotland under första hälften av 1300-talet.
Förutom flera arbeten för Bunge kyrka, särskilt en Sankt Olofsstaty (nu på Statens historiska museum), har han utfört skulpturer för andra kyrkor som Hejdeby och Lau. Hans stil visar på tydliga franska influenser. Förutom på Gotland finns arbeten av Bungemästaren även på Sveriges fastland, till exempel en madonnastaty i Överselö kyrka, och i Finland.